# ۵۸۰ (میلادی)
۵۸۰ (میلادی) پانصد و هشتادمین سال تقویم میلادی است.

## درگذشتگان
‎